# Casas do Parlamento irlandês

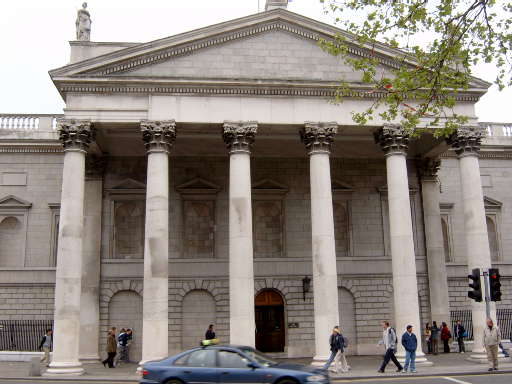
A entrada da Câmara dos Lordes irlandesa na Casa do Parlamento (vista do lado leste). A entrada da Câmara dos Lordes, que era parte de uma extensão para o edifício original, foi desenhada pelo arquitecto James Gandon.

As Casas do Parlamento irlandês (em irlandês: Tithe an Parlaiminte, também conhecido como a Casa do Parlamento irlandês, apelidada hoje de Banco da Irlanda, Colégio Verde, devido ao seu uso moderno como sucursal do banco) é a primeira casa do mundo a ser construída com a finalidade para ser um parlamento de duas câmaras. Elas serviram como sede das duas Câmaras (a Câmara dos Lordes e dos Comuns) do parlamento irlandês do Reino da Irlanda, durante a maior parte do século XVIII, até o parlamento ter sido abolido pela Lei da União em 1800, quando a ilha se tornou parte do Reino Unido da Grã-Bretanha e da Irlanda.
No século XVII, o parlamento tinha liquidado em Chichester House, uma mansão em Hoggen Green (mais tarde rebaptizada College Green), que haviam sido detidas por Sir George Carew, Presidente de Munster e Alto Tesoureiro da Irlanda, e que tinha sido construído no local de um convento de freiras dissolvido pelo rei Henrique VIII de Inglaterra, após a dissolução dos mosteiros. A Casa de Carew, (mais tarde rebaptizada Chichester House pelo posterior proprietário, Sir Arthur Chichester) já estava a construir um edíficio de alguma importância para ser a sede temporária dos tribunais do Reino da Irlanda pela lei de Michaelmas, em 1605. A documentação legal que facilitou a colonização de Ulster, foi assinada neste edíficio, em 16 de Novembro de 1612.